# Руква
Руква (англ. Rukwa) — одна из 30 областей Танзании. Имеет площадь 68 635 км², по данным переписи 2012 года её население составляло 1 004 539 человека. Административным центром области является город Сумбаванга.

## География
Руква расположена на юго-западе страны, граничит на севере с областями Кигома и Табора, на востоке — с областью Мбея, на юге — с территорией Замбии, на западе — с территорией Демократической Республики Конго (граница проходит по озеру Танганьика).

## Административное деление
Административно область разделена на 4 округа:
- Мпанда
- Нгаси
- Сумбаванга городской
- Сумбаванга сельский